# Serhij Szewczuk (polityk)
Serhij Wołodymyrowycz Szewczuk, ukr. Сергій Володимирович Шевчук (ur. 17 października 1955 we Włodzimierzu Wołyńskim) – ukraiński polityk, z wykształcenia lekarz internista i psychiatra.

## Życiorys
W 1978 rozpoczął pracę jako lekarz, od 1982 do 1994 zajmował stanowisko głównego lekarza w obwodzie wołyńskim. W latach 1995–1998 był zastępcą gubernatora tego obwodu.
W 1998 i 2002 uzyskiwał mandat deputowanego. W latach 2001–2002 pełnił funkcję wiceministra zdrowia. Należał do założycieli i liderów Partii Ludowo-Demokratycznej. Gdy ugrupowanie to poparło w wyborach prezydenckich w 2004 Wiktora Janukowycza, stanął na czele wewnętrznej frakcji (Platformy NDP) skupiającej zwolenników Wiktora Juszczenki (należącego w przeszłości do tej partii).
W okresie kampanii wyborczej był wiceszefem komisji powołanej przez Radę Najwyższą do zbadania próby otrucia Wiktora Juszczenki. Po pomarańczowej rewolucji przeszedł do Bloku Julii Tymoszenko, stając się jednym z jego liderów i uzyskując z listy tej koalicji w 2006 i 2007 ponownie mandat poselski, który sprawował do 2012.